# Liste d'élèves d'Eugène Ysaÿe
Eugène Ysaÿe est nommé professeur de violon au Conservatoire royal de Bruxelles le 31 juillet 1886, poste auquel il renonce, en avril 1898.
Durant ces douze années, ses méthodes d'enseignement impressionnent ses élèves, mais n'empêchent nullement la plupart d'entre eux de lui témoigner une véritable idolâtrie : sa grande sévérité — les élèves doivent notamment se présenter à chaque cours en connaissant leur morceau par cœur dans tous ses détails, et jouer dans un ordre tiré au sort — est contrebalancée par ses considérables qualités et connaissances artistiques, son courage et sa personnalité plutôt joviale, qui suscitent chez les élèves admiration et confiance. 
Le dépouillement des registres d'examens, des fiches d'admission et des registres de matricules conservés à la bibliothèque du Conservatoire royal de Bruxelles permet de dresser la liste complète des élèves ayant bénéficié de son enseignement durant cette période au sein de l'institution.

## Témoignages d'élèves
Le Suisse Ernest Christen témoigne de ce que ressentent les élèves dans la classe : « Très intimidés, nous nous sentons comme des grillons appelés à chanter devant un rossignol ou des lampyres appelés à luire devant un astre de première grandeur. Avant l’arrivée d’Ysaÿe, une atmosphère de mystère plane sur la classe. Ysaÿe entre lentement, noblement. Nous sommes sur le point d’applaudir ; mais nous nous levons tout simplement ». Une autre élève, Irma Sèthe, précise : « Comme les quelques tous grands, il était incapable de faire travailler des élèves dans le sens de leur donner des ‘leçons’. Pour l’intéresser, il fallait arriver chez lui avec un bon fond de métier, ‘digérer’ son école, jouer devant lui autant que possible et surtout l’entendre jouer lui-même. Ces élèves-là pouvaient se présenter à tout heure du jour chez lui. Il était toujours là pour eux ».

## Liste des élèves
Voici une liste alphabétique des élèves répertoriés :
| Nom, prénom                   | Dates de naissance et mort                                                    | Numéro de matricule | Parcours (Prix de violon)                                                       | Notes |
| ----------------------------- | ----------------------------------------------------------------------------- | ------------------- | ------------------------------------------------------------------------------- | --- |
| Adam, Scipion                 | Câmpulung, 14 août 1875 – ?                                                   | 6224                |                                                                                 | Membre d’un quatuor se produisant au Conservatoire Stern à Berlin et élève du directeur Hollaender. |
| Angenot, Laurent              | Verviers, 31 juillet 1873 – La Haye, 30 novembre 1949                         | 4160                | 1er prix (1892)                                                                 | Commence ses études à l'École de musique de Verviers, sous la houlette de Louis Kéfer. Grâce à Kéfer, il intègre le Quatuor verviétois en mars 1890 (remplace Jean Kéfer) et rencontre Guillaume Lekeu. Après le Conservatoire, il remplace Luigi Sartoni dans le Quatuor Crickboom mais le décès de l'altiste Gillet met fin au projet dès 1897. Il s'installe alors à La Haye où devient violon solo de l'Opéra Français (1897) et professeur au Conservatoire royal (1909-1938). |
| Arnoux, Édouard               | Molenbeek Saint-Jean, 9 septembre 1877 – ?                                    | 3550                |                                                                                 | Après un parcours chaotique au Conservatoire, intègre les premiers violons de l'orchestre de la Monnaie (1905) avant de passer dans les seconds violons (1910). Parallèlement, il enseigne en privé à Bruxelles. |
| Bachmann, Alberto (Abraham)   | Genève, 20 mars 1875 – 1963                                                   | 3173                |                                                                                 | Voir dans Élèves particuliers |
| Bacon, Osmond                 | Brighton, 4 septembre 1880 – ?                                                | 5086                |                                                                                 | |
| Beckett, Alice                | Everton, 12 février 1875 – ?                                                  | 6249                |                                                                                 | |
| Behr, Hermann                 | Mayence, 7 avril 1875 – ?                                                     | 6262                |                                                                                 | S'installe à Breslau (actuelle Wrocław) où il exerce en tant que violoniste, compositeur et chef d'orchestre (Orchestverein) jusqu'en 1942 au moins. Il fait partie de deux ensembles : le quatuor Essener (1901) et le quatuor Himmelstoss-Behr-Hermann-Melzer (1902-1903). Parallèlement, il est un pédagogue reconnu et compositeur à ses heures. Il est le frère de la cantatrice Therese Schnabel. |
| Bell, George                  | Dublin, 9 juillet 1871 – ?                                                    | 4262                |                                                                                 | |
| Bettman, Henry                | Portland, 3 septembre 1866 – ?                                                | 3389                |                                                                                 | Rentre à Portand et devient une personnalité importante de la ville. Garde malgré tout contact avec Ysaÿe qui fait appel à lui pour plusieurs arrangements musicaux. À Portland, il organise des concerts de musique de chambre et joue en soliste avec le Portland Symphony Orchestra, dont il devient concert-master vers 1916 puis secrétaire en 1918. |
| Biermasz, Louis               | La Haye, 21 octobre 1870 – La Haye, 29 août 1901                              | 3149                | 1er accessit (1887)2e prix (1889)1er prix avec distinction (1890)               | Reste à Bruxelles jusqu'en 1892 puis s'installe à Paris où il intègre le pupitre de premier violon de l'orchestre Lamoureux (1893-1895). Il décède d'une maladie foudroyante le 29 août 1901 à La Haye. |
| Bondi, Samuel                 | Budapest, 17 septembre 1873 – ?                                               | 4014                | 2e prix avec distinction (1892)1er prix (1893)                                  | Rentre dans sa région d'origine où il exerce comme concertiste (Budapest, Graz et Vienne) et pédagogue. À la fin des années 1920, publie plusieurs ouvrages pédagogiques sur l'étude du violon. |
| Bonzon, Georges               | Moscou, 25 janvier 1877 – Le Havre, septembre 1893                            | 3548                | 2e prix (1891) 1er prix avec la plus grande distinction (1892)                  | Jeune prodige du violon, il se produit en public dès 1886. Malheureusement, il décède subitement au Havre en septembre 1893. |
| Bosard, Grégoire              | Verviers, 9 janvier 1863 – ?                                                  | 2850                | 1er accessit (1888)2e prix (1890)1er prix (1891)                                | Étudie d'abord avec Émile Dongrie au Conservatoire de Mons où il obtient sa première division avec un 2e prix à la l'unanimité. Après ses études à Bruxelles, il s'installe à Angers où il devient professeur puis directeur de l'école municipale de musique (1912). Parallèlement, il fait partie de l'orchestre des Théâtres et Concerts Populaires de la ville comme premier violon supplémentaire. |
| Bosquet, Ulysse               | Quiévrain, 22 mars 1863 – ?                                                   | 3202a               | 1er accessit (1888)2e prix (1889)                                               | Étudie d'abord avec Émile Dongrie au Conservatoire de Mons où il obtient sa première division avec un 1er prix à l'unanimité. Après son passage à Bruxelles, il retourne à Mons et devient moniteur de violon pour les cours préparatoires au Conservatoire de Mons (1893-1905) aux côtés de son ancien professeur. Il est également le beau-frère de Mathieu Crickboom. |
| Brightwell, Winifred Mary     | Colchester, 26 octobre 1879 – ?                                               | 6233                |                                                                                 | |
| Bron, Édouard                 | Mulhouse, 2 mai 1874 – ?                                                      | 4011                |                                                                                 | Élève de Martin-Pierre Marsick. Professeur de violon à Paris. Compositeur. |
| Canivez, Georges              | Châtelet, 17 janvier 1872 – ?                                                 | 2401                |                                                                                 | Fils de Louis Canivez. Directeur de musique de la ville de Bulle. |
| Chiaffitelli, Francesco       | Campinas, 15 mars 1879 – ?                                                    | 5091                | 1er prix (1897)                                                                 | Voir dans Élèves particuliers |
| Christen, Ernest              | Bâle, 21 juin 1873 – 3 décembre 1961                                          | 4668                |                                                                                 | Auteur d'une biographie consacrée à Eugène Ysaÿe. |
| Claes, Fritz                  | Malines, 9 décembre 1877 – ?                                                  | 4558                | 2e prix (1896)2e prix avec distinction (1897)                                   | |
| Collin, Alfred                | Spa, 17 octobre 1865 – Namur, juin 1923                                       | 1832                | 2e prix (1888)1er prix (1889)                                                   | Professeur de violon à l'École de musique de Namur. Directeur de l'Académie de musique de Namur . |
| Crickboom, Joseph             | Hodimont, 25 novembre 1882 – ?                                                | 3959                |                                                                                 | Voir dans Élèves particuliers |
| Crickboom, Mathieu            | Hodimont, 2 mars 1871 – Bruxelles, 30 octobre 1947                            | 3358                | 1er prix avec la plus grande distinction (1888)                                 | Voir dans Élèves particuliers |
| Da Prato, Victor              | New York, 9 novembre 1876 – ?                                                 | 5042                |                                                                                 | |
| Daucher, Hans                 | Nuremberg, 30 juin 1876 – ?                                                   | 6080                | 1er prix (1897)                                                                 | Membre du Quatuor Schörg. |
| Degen, Fritz                  | Bruxelles, 20 mars 1877 – ?                                                   | 3847                | 2e accessit (1898)                                                              | Membre du Nouveau Quatuor. |
| Delange, Prosper              | Bellaire, 18 février 1877 – Bruxelles, juin 1969                              | 6017                |                                                                                 | Professeur au Lycée français de Bruxelles. |
| De Porre, Clément             | Gand, 24 octobre 1874 – Ledeberg, 1950                                        | 4658                |                                                                                 | Premier prix au Conservatoire de Gand en 1891. Après son passage au Conservatoire de Bruxelles, réorientation dans le domaine de la peinture. |
| De Reyghere, Alfred           | Bruges, 25 décembre 1875 – Bedford, 14 février 1923                           | 5043                |                                                                                 | Premier prix au Conservatoire de Gand en 1898. Professeur de violon à Londres en 1908. Père d'Alfred de Reyghere junior, membre du Quatuor Isolde Menges (en), ainsi qu'altiste et chef d'orchestre du Leicester Symphony Orchestra (en). |
| De Roest d'Alkemade, Frédéric | Bruxelles, 17 octobre 1867 – février 1909                                     | 4081                |                                                                                 | Membre de la famille de Roest d'Alkemade. |
| Deru, Édouard                 | Verviers, 15 février 1875 – San Francisco, 27 mars 1928                       | 4159                | 2e prix avec distinction (1892) 1er prix avec distinction (1893)                | Professeur de la Reine Elisabeth. Professeur au Conservatoire royal de Liège. Premier violon à la Monnaie. Fait carrière en Europe et aux États-Unis. |
| De Rycke, Adrien              | Tournai, 1876 – ?                                                             |                     |                                                                                 | Obtention d'un prix en 1898 avec un autre professeur (M. Chanson) |
| Desmidt, Samuel               | Angers, 14 avril 1866 – ?                                                     | 3201                |                                                                                 | Obtient une troisième médaille du Conservatoire national de musique de Paris en 1882, chez M. Garcin |
| Dikmann, Guillaume            | Essen, 31 juillet 1876 – ?                                                    | 6063                |                                                                                 | |
| Dongrie, Marguerite           | Mons, 27 août 1876 – ?                                                        | 4147                | 2e prix (1893) 1er prix (1894)                                                  | Voir dans Élèves particuliers |
| Dubois, Antoine               | Watermael-Boitsfort, 16 juin 1876 – après 1939                                | 3759                | 1er accessit (1892) 2e prix (1893) 1er prix (1894)                              | Voir dans Élèves particuliers |
| Duesberg, August (de)         | Gelsenkirchen, 5 octobre 1867 – 1922                                          | 3202b               | 2e prix (1888)                                                                  | Voir dans Élèves particuliers |
| Dupont, Edmond                | Bruges, 18 mars 1868 – ?                                                      | 3152                | 1er accessit (1888) 2e prix avec distinction (1890)                             | |
| Favre, Édouard                | Fribourg, 30 mars 1872 – 1946                                                 | 4896                |                                                                                 | Voir dans Élèves particuliers |
| Fernandez, Alfred             | Madrid, 6 mai 1874 – ?                                                        | 6020                | 1er prix avec distinction (1896)                                                | Voir dans Élèves particuliers |
| Francés, Julio                | Madrid, 29 décembre 1868 – 1944                                               | 3835                | 1er prix (1891)                                                                 | Voir dans Élèves particuliers |
| Gillieaux, Francine           | Jemappes, 8 juillet 1865 – 1927                                               | 3147                |                                                                                 | Voir dans Élèves particuliers |
| Gish, Rossi                   | Danville, 28 mars 1876 – ?                                                    | 6036                | 2e accessit (1897)                                                              | Premier violon du New York Ladies Trio. |
| Green, William Ezra           | Washington, 16 juin 1875 – ?                                                  | 4996                |                                                                                 | Fils de Bernard R. Green, membre du Rakemann String Quartet Fonde un quatuor, à Washington avec Robert Stern et Manolli. Se produit avec le Hammer Quartet (Heinrich Hammer, lui, Daniel Breskin et Richard Lorgeberg). |
| Guilliaume, Rose              | Saint-Josse-ten-Noode, 24 mars 1872 – ?                                       | 5010                |                                                                                 | Propose des cours de violon et d'accompagnement à Bruxelles. |
| Henry, Louis                  | Newcastle-upon-Tyne, 19 décembre 1874 – ?                                     | 4560                |                                                                                 | |
| Huberti, Elsa                 | Anvers, 20 décembre 1880 – ?                                                  | 4883                | 1er accessit (1897)                                                             | Fille du compositeur Gustave Huberti. |
| Huguenin, Charles             | Le Locle, 14 mars 1870 – 1939                                                 | 3590                | 2e prix (1889) 1er prix (1890)                                                  | Étudie le violon avec Louis Rey à Genève avant d'entrer au Conservatoire de Bruxelles. Après ses études, il fonde sa propre maison d'édition musicale et se fait connaître comme compositeur et chef de chœur. |
| Jamar, Georges                | Liège, 19 octobre 1877 – 1947                                                 | 6258                |                                                                                 | Étudie chez Oscar Dossin au Conservatoire royal de Liège avant d'entrer au Conservatoire de Bruxelles. Après ses études, se produit aux Concerts Ysaÿe et comme second violon du Quatuor Zimmer à sa fondation. De 1902 à 1930, il est professeur au Conservatoire de Nancy. |
| Kéfer, Jean                   | Ixelles, 28 juin 1869 – ?                                                     | 3633                | 1er accessit (1891) 2e prix (1892)                                              | Issu d'une importante famille de musiciens, il commence son apprentissage en violon et en piano à l'École de musique de Verviers dont son père, Louis Kéfer, est le directeur. De 1888 à 1896, il fait partie du Quatuor verviétois, du Quatuor rémois (1889-1891) et du Quatuor Crickboom comme altiste (1892). En 1896, il s'installe comme professeur à Bradford. |
| Kilmann, Karl                 | Göteborg, 16 mai 1868 – ?                                                     | 4041                | 1er prix (1891)                                                                 | Professeur au Conservatoire d'Helsinki puis au Leefson-Hille Conservatory de Philadelphie à partir de 1913. |
| Klumpke, Julia                | Boston, 12 août 1872 – 1961                                                   | 5083                |                                                                                 | |
| Knauer, Georges               | Burghausen, 23 décembre 1875 – ?                                              | 6081                | 1er prix (1897)                                                                 | Professeur au Conservatoire d'Athènes en 1889 puis rentre en Bavière où il rejoint le Münchener Streichquartet (1904-1908) et le Heinrich Schwartz Trio (1911-1912). |
| Kuipers, Arie                 | Dordrecht, 19 mai 1870 – La Haye, 21 juin 1939                                | 3578                | 1er accessit (1889) 2e prix (1890)                                              | S'installe comme professeur de musique à Groningue, où il est le correspondant local du journal Weekblad voor Muziek de 1896 à 1904. Parallèlement, se fait connaître comme chef de chœur. Au début des années 1910, s'installe à La Haye où il décède en 1939. |
| Künkel, Adélaïde Louise       | Saint-Louis, 3 décembre 1877 – ?                                              | 4926                | 1er accessit (1897) 1er prix (1898)                                             | Après ses études, rentre à Saint-Louis où elle se produit dans des concerts amateurs sous le nom de Lulu Kunkel-Burg. |
| Lambert, Camille              | Arlon, 8 mai 1874 – Juvisy-sur-Orge, 10 septembre 1964                        | 3953                |                                                                                 | Admis dans la classe d'Ysaÿe le 19 septembre 1890, Camille Lambert quiitte le Conservatoire de Bruxelles deux ans plus tard, délaissant finalement la musique pour la peinture. |
| Landas, Alphonse              | Tournai, 18 octobre 1876 – (1923 ?)                                           | 4884                | 1er accessit (1897)                                                             | Après ses études, rentre à Tournai où il devient professeur à l'Académie de musique de Tournai. En 1904, fonde le Quatuor tournaisien, où il tient la place d'altiste, avec Léon Lilien, Henri Van Hecke et Louis Paternoster. |
| Laoureux, Nicolas             | Verviers (Dolhain-Limbourg), 24 avril 1863 – 1946                             | 1838                |                                                                                 | Voir dans Élèves particuliers |
| MacCormac, Ernestine          | Whitehouse (Belfast), 16 juillet 1877 – 27 novembre 1952                      | 6381                | 2e prix avec distinction (1898) 1er prix avec la plus grande distinction (1899) | Voir dans Élèves particuliers |
| Magny, Paul                   | Londres, 13 novembre 1875 – ?                                                 | 6206                |                                                                                 | |
| Malignon, Eugène              | Genève, 17 juin 1870 – ?                                                      | 3591                |                                                                                 | |
| Marcelli, Jean                | Roubaix, 1er août 1870 – Croix (Nord-Pas-de-Calais), 20 novembre 1940         | 3491                | 1er accessit (1889)                                                             | Professeur de violon. Négociant en pianos, instruments à cordes et partitions à Roubaix (accords, location, réparations) . |
| Marino, Pietro                | San Francisco (peut-être Naples), 27 octobre 1878 – ?                         | 6013                | 2e prix (1896) 1er prix avec distinction (1897)                                 | Voir dans Élèves particuliers |
| Marsh, Florence               | Yeovil, 28 septembre 1876 – ?                                                 | 6404                |                                                                                 | |
| Matton, Carlo                 | Ixelles, 15 février 1878 – Londres, 9 octobre 1917                            | 3436                | 1er accessit (1896) 2e prix (1897) 1er prix (1898)                              | Correspondant anversois du Guide Musical. Mari de Juliette Painparé. Crée à Anvers un Institut de musique Carlo Matton. Mène une carrière de concertiste en Belgique (surtout à Anvers), puis à Londres à partir de la Guerre 1914-18, notamment avec sa femme. (pendant la Guerre 14-18, joue au profit du Belgian Relief Fund). Organise avec succès à Londres des « Concerts Carlo Matton-Painparé » annuels, sous le patronage d'Ysaÿe. Joseph Jongen fait partie des musiciens invités. |
| Maurage, Augustin (Auguste)   | Saint-Josse-ten-Noode, 12 décembre 1874 – Buenos Aires, 1925                  | 3486                | 2e prix avec distinction (1893) 1er prix (1894)                                 | Compositeur, violoniste, chef d'orchestre et pédagogue. Donne de nombreux concerts, notamment en Belgique, en France, aux États-Unis et en Argentine. Voit son Opéra Bodas de Oro joué en Argentine, au Mexique, aux États-Unis et en Espagne, et sa mélodie Mi Rancho Vieje devenir populaire en Argentine. Le 17 juin 1909, dédie en espagnol une Improvisation pour violon et piano à Ysaÿe. |
| Miry, Paul                    | Gand, 14 août 1868 – Ixelles, 11 ou 13 mars 1926                              | 3429                | 1er accessit (1889) 2e prix (1890) 1er prix (1891)                              | Violoniste, altiste, pédagogue, compositeur. Fils du compositeur Karel Miry. Répétiteur du chœur et moniteur d'un cours préparatoire de violon au Conservatoire royal de Gand (1885-1888). Premier prix au Conservatoire royal de Gand en 1887. Rejoint les XX (1893). Organise avec la pianiste Louisa Merck un cours de lecture musicale pour piano et un cours de musique de chambre à l'Académie de musique de Charleroi (1893). Joue à Paris comme altiste solo aux Concerts Harcourt et à la Société Nationale. Second chef d'orchestre du Casino de Blankenberge (1895). Altiste des Quatuors Crickboom (1895) et Schörg (1900). Professeur de musique de chambre au Conservatoire royal de Bruxelles de 1920 à sa mort. |
| Mitchell, Laura               | Edimbourg, 1877 – ?                                                           | 6250                |                                                                                 | |
| Moerenhout, Charles           | Bruxelles, 26 novembre 1876 – ?                                               | 3053                | 1er accessit (1892) 2e prix avec distinction (1893) 1er prix (1894)             | En 1897, il va se fixer à Boston, nommé professeur de violon à Providence. |
| Monteiro de Godoy, Auguste    | Saint-Josse-ten-Noode (ou Argentine), 15 novembre 1878 – Ixelles, 21 mai 1903 | 3906                |                                                                                 | Violoniste et chef d'orchestre. |
| Montviel, Dora May            | Londres, 22 mai 1876 – ?                                                      | 2708                |                                                                                 | |
| Moses, Stanley                | Windsor (New South Wales), 4 juin 1878 – Nice, 19 février 1902                | 4604                | 1er prix avec la plus grande distinction (1897)                                 | Voir dans Élèves particuliers |
| Nathan, Montagu               | Banbury, 17 septembre 1877 – Londres, 15 novembre 1958                        | 5063                |                                                                                 | Voir dans Élèves particuliers |
| Nyblom, Carl Göran (sv)       | Uppsala, 26 février 1867 – Hedvig Heleonora à Stockholm, 17 avril 1920        | 3625                |                                                                                 | Violoniste, critique musical, pédagogue et compositeur. Carrière en Suède. Dessinateur et aquarelliste reconnu. Famille d'artistes. |
| Owen, Hélène                  | Birth, 24 août 1878 – ?                                                       | 5068                | 2e accessit (1897)                                                              | |
| Painparé, Juliette            | Anvers, 7 mars 1880 – Surrey, 1951                                            | 5013                |                                                                                 | Voir dans Élèves particuliers |
| Percenaire, Léon              | Bruxelles, 22 mai 1886 – ?                                                    | 4744                |                                                                                 | |
| Pirard, François              | Liège, 21 septembre 1871 – 1952                                               | 1466                | 2e prix (1890)                                                                  | Violoniste au Théâtre royal de la Monnaie. Membre de la Chapelle Musicale Reine Elisabeth. Chevalier de l'Ordre de Léopold II. |
| Pisart, Augustine             | Bruxelles, 30 mai 1875 – ?                                                    | 2665                | 1er accessit (1884) 2e prix avec distinction (1896)                             | Professeure dans une école de musique à Bruxelles fondée par sa sœur Jeanne Pisart et Marie Demaeght. |
| Pruvost, Gabrielle            | Etterbeek, 22 mars 1877 – ?                                                   | 4445                |                                                                                 | |
| Rasse, François               | Helchin, 27 janvier 1873 – 4 janvier 1955                                     | 4580                | 1er prix (1896)                                                                 | Voir dans Élèves particuliers |
| Reynolds, Helen               | New Bedford, 27 mars 1877 – ?                                                 | 6439                |                                                                                 | Élève de Leopold Lichtenberg, Joseph Joachim, Carl Halir et Willy Hess. Fait partie du Carolyn Belcher String Quartet, Olive Mead Quartet (en), Helen Reynolds Trio et du Elsa Fischer String Quartet. |
| Ritchie, Albany Herbert       | Stroud, 3 février 1881 – novembre 1965                                        | 6208                | 1er accessit (1900)                                                             | Carrière aux États-Unis. 1er chef d'orchestre du Seattle Philharmonic Orchestra. Membre du Spargur Quartet. |
| Rousselle, Clément            | Ensival, 14 février 1877 – ?                                                  | 6209                | 1er accessit (1897)                                                             | Professeur à Lorient et Quimperlé. |
| Ryken, Georges                | La Haye, 24 septembre 1877 – Montgomery (Alabama), 11 août 1957               | 6704                |                                                                                 | Membre du Quatuor Zimmer. Émigre aux États-Unis en 1926 et s'installe à Montgomery (Alabama). |
| Sartoni, Luigi                | Florence, 22 avril 1867 – ?                                                   | 3577                | 1er accessit (1889) 2e prix (1890) 1er prix (1891)                              | Membre du Quatuor Crickboom de 1891 à 1892. |
| Sauveur, Eugène               | Spa, 20 juillet 1867 – ?                                                      | 2498                | Diplôme de capacité avec distinction (1889)                                     | Obtient son premier prix au Conservatoire royal de Gand en 1882. Joue pour le Groupe des XX avec Eugène Ysaÿe, Joseph Jacob et Jozef Wieniawski en 1888. |
| Schadeck, Joseph              | Arlon, 8 juillet 1882 – ?                                                     | 6058                |                                                                                 | |
| Schmidt, Paul                 | Uccle, 5 décembre 1880 – ?                                                    | 3928                | 1er accessit (1898) 2e prix (1899) 1er prix avec distinction (1901)             | |
| Schoofs, Henri                | Saint-Josse-ten-Noode, 2 septembre 1875 – ?                                   | 3809                |                                                                                 | |
| Schörg, Franz                 | Munich, 15 novembre 1871 – Wurtzbourg, 5 avril 1923                           | 4164                | 1er prix avec distinction (1892)                                                | Voir dans Élèves particuliers |
| Schumann, Mary                | Philadelphie, 10 août 1870 – ?                                                | 4948                |                                                                                 | |
| Servais, Alphonse             | Verviers, 8 juin 1877 – ?                                                     | 3929                |                                                                                 | |
| Sèthe, Irma                   | Bruxelles, 27 avril 1876 – 1958 ou après                                      | 3972                | 1er prix (1891)                                                                 | Voir dans Élèves particuliers |
| Smith, Francis                | Rugby, 19 juillet 1871 – ?                                                    | 4904                |                                                                                 | |
| Soetens, Xavier               | Emblehem, 10 janvier 1868 – ?                                                 | 3275                | 1er accessit (1888)                                                             | |
| Stearns, Robert Cary          | Washington, 17 janvier 1875 – Brookline, 17 août 1929                         | 4998                |                                                                                 | Compositeur. Laisse notamment un Nocturne pour violon et piano publié à Washington en 1912. |
| Sterckmans, Fernand           | Louvain, 24 décembre 1874 – ?                                                 | 3634                |                                                                                 | |
| Telfer, Rosa                  | Singapour, 5 mai 1873 – ?                                                     | 4624                |                                                                                 | |
| Ten Have, Jean                | Lyon, 24 juin 1873 – Saranac (New York), 25 août 1952                         | 4428                | 1er prix avec la plus grande distinction (1894)                                 | Voir dans Élèves particuliers |
| Théroine, Albert              | Bruxelles, 10 juillet 1880 – ?                                                | 4647                |                                                                                 | Fils de Caroline-Antoinette Mège et de Jules-Albert Théroine, représentant des pianos Érard à Bruxelles. |
| Thiébaut, Henri               | Schaerbeek, 4 février 1865 – Uccle, 12 septembre 1959                         | 2640                |                                                                                 | Voir dans Élèves particuliers |
| Tisdall, John                 | Île Maurice, 22 janvier 1875 – ?                                              | 4957                |                                                                                 | |
| Tulkens, Hector               | Spa, 17 juin 1877 – Londres, 7 novembre 1926                                  | 3345                | 2e prix (1896) 2e prix avec distinction (1897)                                  | |
| Vander Does, Édouard          | La Haye, 10 septembre 1872 – ?                                                | 4438                |                                                                                 | |
| Vandermeulen, René            | Gand, 16 décembre 1877 – ?                                                    | 6252                | 2e prix avec distinction (1899) 1er prix (1900)                                 | Est-il apparenté au compositeur gantois Jozef Vandermeulen? |
| Vanhoof (Vanhoff), Léopold    | Malines, 8 janvier 1880 – ?                                                   | 6212                |                                                                                 | |
| Van Loo, Joseph               | St Gilles, 12 janvier 1874 – ?                                                | 2452                |                                                                                 | |
| Vengoechea, Santiago          | Pampelune, 8 novembre 1872 – 1960                                             | 4195                | 2e prix (1893) 1er prix (1894)                                                  | Violoniste actif essentiellement à Pampelune. Ses archives musicales sont conservées à Errenteria dans le Pays basque. |
| Verbrugghen, Henri (en)       | Schaerbeek, 1er août 1873 – Northfield, 12 novembre 1934                      | 2950                | 1er prix (1889)                                                                 | Professeur de violon à Dublin en 1900. Voir dans Élèves particuliers |
| Verheyden, Edward             | Anvers, 8 octobre 1878 – Anvers, 10 avril 1959                                | 6213                |                                                                                 | Voir dans Élèves particuliers |
| Vilain, Léon                  | Tournai, 17 septembre 1877 – ?                                                | 5079                |                                                                                 | |
| Wagemans, Henri               | Schaerbeek, 4 décembre 1880 – 1948                                            | 6394                | 1er prix (1899)                                                                 | Voir dans Élèves particuliers |
| Weissheyer, Jacques           | Barr, 7 avril 1874 – ?                                                        | 4203                |                                                                                 | |
| Weist Hill, Ferdinand         | Londres, 28 septembre 1873 – après 1936                                       | 3488                | 2e prix avec distinction (1889) 1er prix avec la plus grande distinction (1890) | Voir dans Élèves particuliers |
| Wertheim, Sada                | Toledo, 18 janvier 1884 – ?                                                   | 6002                | 2e prix (1897) 1er prix avec distinction (1898)                                 | Le 11 décembre 1898, elle donne un concert à New York. |
| Weymans, Charles              | Anvers, 17 février 1876 – ?                                                   | 5024                |                                                                                 | Ne s'est pas présenté au concours de violon le 1er juillet 1898 pour cause de blessure à la main. |
| Willame, Ernest               | Mons, 9 janvier 1872 – ?                                                      | 3439                |                                                                                 | Remporte un premier prix à l'unanimité (seconde division) au Conservatoire de Mons en 1884 dans la classe d'Émile Dongrie. |
| Windust, Joseph Ernest        | Londres, 28 mars 1874 – Southbourne, 22 avril 1928                            | 4430                |                                                                                 | Il s'installe à New York en 1902. Il est le père du réalisateur américain Bretaigne Windust. |
| Zimmer, Albert                | Liège, 5 janvier 1874 – Bruxelles, 11 juin 1940                               | 4655                |                                                                                 | En 1914, Ysaÿe lui dédie, ainsi qu'à Jacques Gaillard, son Poème nocturne pour violon, violoncelle et piano. Voir dans Élèves particuliers |

## Élèves particuliers

### Alberto Bachmann
Né à Genève de parents russes, Bachmann passe sa jeunesse à Lille où il suit les cours d'Émile Schillio, professeur au conservatoire de la ville. Après avoir obtenu un premier prix, il entre au Conservatoire royal de Bruxelles chez Ysaÿe en janvier 1887, après quelques mois d'arrêt dus à une blessure. Il quitte l'établissement dès la fin de l'année 1888, à cause de difficultés avec la direction. Après son départ de Bruxelles, il étude auprès des grands professeurs en Europe : César Thomson en 1888-1889, Jenő Hubay en 1890-1891 et Henri Petri en 1892. Il est probable qu'il continue de suivre également les cours d'Ysaÿe en privé.
En 1893, il effectue une tournée en Allemagne qui lui permet d'être engagé comme violon solo de l'orchestre du Konzerthaus de Berlin, avant d'être membre du Kaim-Orchestre de Munich. Après l'Allemagne, Bachmann s'installe à Genève de 1895 à 1898 où il commence à enseigner. À cette époque, il compose déjà, une activité qu'il pratiquera durant toute sa carrière.
En 1898, il se fixe à Paris et épouse Marie Réveilhac, pianiste et compositrice. Il continue de se produire comme violoniste tout en se construisant une réputation grandissante de violoniste-compositeur, et devient une personnalité importante de la scène musicale parisienne.
Outre ses activités de musicien, il se consacre parallèlement à l'écriture d'ouvrages sur le violon et les violonistes. Il publie un premier ouvrage en 1906, intitulé Le violon : lutherie-œuvres-biographies. Membre actif de la Société Internationale de Musique dès 1907, il publie une étude en deux parties sur Niccolò Paganini qui fait figure de référence à l'époque.
En 1913, le violoniste s'installe à New York. Il intègre rapidement la vie éditoriale locale en collaborant aux deux grands périodiques musicaux, le Musical America et The Musical Observer. Entre janvier et novembre 1914, il publie une série de huit « chapitres » intitulés « Style in Violin Playing » dans laquelle il analyse le style de plusieurs violonistes. Le quatrième chapitre fait fortement réagir le violoniste belge Ovide Musin et le débat se prolongera dans les chapitres suivants.
Il ne délaisse pas son activité de composition et, durant cette période, il publie de nombreuses pièces de genre, compositions personnelles, ouvrages pédagogiques et éditions « historiques ». Il reste également très actif comme interprète, jouant notamment au Carnegie Hall le 30 janvier 1918.
Vers janvier 1923, Bachmann rentre en France, sans pour autant cesser tout lien avec les États-Unis puisqu'il publie son Encyclopedia of the Violin à New York en 1925. Progressivement, il se détourne de la scène musicale et disparaît définitivement en 1939. Il décède en 1963.

### Joseph Crickboom
Joseph Crickboom, jeune frère de Mathieu Crickboom, a eu une carrière moins impressionnante que lui. Après un an au Conservatoire de Bruxelles, il part avec son frère en Espagne où il rejoint la classe que celui-ci dirige. Bien que Joseph obtienne le titre de premier accessit lors d’un concours en 1897, sa mère s’inquiète de son manque de motivation et le fait revenir à Bruxelles. À partir d'octobre 1899, il travaillera régulièrement au Cabaret Artistique ainsi qu’aux Concerts Ysaÿe. Il ira même jusqu’à enseigner le violon dès 1905, au no 40, rue de la Source, à Bruxelles.

### Mathieu Crickboom
Mathieu Crickboom est le disciple d'Eugène Ysaÿe le plus connu. Avant même sa sortie du Conservatoire de Bruxelles, il occupait le poste de violon solo au Théâtre de la Monnaie, poste qu’il conserve jusqu’en 1890. Il a également fait partie du Quatuor Ysaÿe de 1889 à 1894, qu’il choisira de quitter pour se consacrer à sa propre formation : le Quatuor Crickboom. Il se produira également avec sa femme, la pianiste Clémence Campocasso (surnommée Renée,).
Il passera une partie de sa carrière en Espagne où il sera le directeur des Concerts Symphoniques et de l’Académie de musique en Catalogne de 1896 à 1904. Il rentrera par la suite en Belgique où il occupera le poste de professeur de violon au Conservatoire de Liège (1910–1919) et au Conservatoire de Bruxelles (1919-1936). Il reviendra enseigner dans cette institution pendant la Seconde Guerre mondiale pour pallier l’absence du professeur Maurice Raskin, réfugié à Londres. Mathieu Crickboom s'adonne aussi à la direction d’orchestre ainsi qu’à la composition. Ses œuvres ayant eu la plus grande pérennité sont celles à visée pédagogique.

### Francisco Chiaffitelli
Violoniste né à Campinas au Brésil, il vient étudier auprès d'Eugène Ysaÿe au Conservatoire de Bruxelles à partir d'octobre 1895. Après sa formation, il donnera plusieurs concerts en Europe tout en faisant des allers-retours au Brésil. Il deviendra par la suite professeur au Conservatoire de Rio de Janeiro et organisera même dans cette ville des concerts de soutien aux soldats belges blessés durant la Première Guerre mondiale.
Francisco Chiaffitelli a également eu une activité de compositeur.

### Marguerite Dongrie
Marguerite Dongrie est la fille d'Émile Dongrie, professeur de violon au Conservatoire de Mons, qui initia au violon d'autres futurs élèves d'Ysaÿe. Avant d'entrer dans la classe d'Ysaÿe à Bruxelles, Marguerite Dongrie obtient un accessit seconde division au Conservatoire de Mons en 1884 (elle a alors 8 ans), dans la classe de son père, qui est aussi violon solo de l'orchestre de Mons. Lorsqu'elle passe le concours de violon à Bruxelles, pour la première fois, en 1893, son père est déjà décédé. Elle obtient le second prix. Elle s'inscrit à nouveau au concours l'année suivante, en 1894, et décroche le 1er prix. Cette année-là, neuf femmes concourent sur vingt-cinq candidats. Durant ses études, Marguerite Dongrie se lie d'amitié avec la famille de son professeur. À la suite de l'obtention de son prix, elle donne plusieurs concerts en tant que soliste mais aussi avec Ysaÿe, dont elle est une assistante au Conservatoire. À l'occasion d'un concert à Anvers, il est question du fait qu'elle a eu l'occasion de jouer devant Camille Saint-Saëns :

« Mlle Marguerite Dongrie, qui est très connue et très appréciée ici, a interprété magistralement, en artiste convaincue, le troisième concerto de Saint-Saëns. Disons à ce propos que l'auteur de "Samson et Dalila", pendant son dernier séjour à Bruxelles, avait convié Mlle Dongrie à l'hôtel de Belle-Vue, pour jouer devant lui ce concerto, et qu'il avait exprimé à la jeune violoniste toute sa satisfaction sur la façon vraiment heureuse dont elle avait compris le sens dramatique de l'œuvre. »

— Le Guide musical du 14 novembre 1897.
Le jeudi 18 mars 1897, au concert d'hiver (4e) du « Deutscher Gesangverein » à Bruxelles, dans la salle de la Grande Harmonie, Marguerite Dongrie joue la Fantaisie écossaise de Max Bruch, une œuvre de Wieniawski, et une autre de Svendsen. On apprend aussi qu'elle a « l'intention de se faire entendre prochainement à Berlin ». Elle se produit aussi en Hollande, à Amsterdam, en 1898, avec au programme le Concerto de Saint-Saëns et la Polonaise de Wieniawski. Elle fut rappelée trois fois.
Elle se marie avec Anthony Dubois le 4 mai 1899 à Saint-Gilles, ayant parmi ses témoins deux musiciens, Guillaume Guidé et son professeur Ysaÿe. Soutenu par ce dernier, le couple ouvre en octobre de la même année une école de musique à leur domicile du 11 rue du Bosquet à Saint-Gilles. Pour pouvoir subvenir à ses propres besoins et à ceux de ses deux fils Jean et Walter sans devoir assumer les dettes de son mari Anthony, Marguerite Dubois-Dongrie obtient la séparation de biens en 1911.
Sa carrière est essentiellement belge, même si elle réalise quelques concerts en Hollande et en Allemagne. Ainsi, le dimanche 5 août 1904, lors du concert dans la Galerie du Parc, avec l'orchestre symphonique dirigé par François Rasse, se produisent la cantatrice Nina Faliero-Dalcroze et Marguerite Dubois. Les œuvres jouées par la violoniste sont la Havanaise de Saint-Saëns, ainsi que Zingara de Wieniawski. Elle joue régulièrement pour les Concerts Ysaÿe : « L'orchestre des Concerts Ysaye vient de donner un superbe concert où nous applaudîmes Mlle Delfortrie, Mme Kleeberg et Mme Dubois-Dongrie».
Elle se produit encore en concert le 22 janvier 1929 au Conservatoire de Bruxelles, accompagnée par la pianiste Marthe Herzberg dans un programme de sonates.

### Anthony (Antoine) Dubois
Antoine Dubois est le fils du journaliste Pierre Julien Dubois (décédé en 1921) et de Jeanne Marie Vanderlinden. Bien qu'il soit inscrit dans les registres du Conservatoire royal de Bruxelles en tant que « Antoine Dubois », il se fera prénommé Anthony dès les débuts de sa carrière de musicien.
Il n'a que treize ans lorsqu'il est admis dans la classe d'Ysaÿe, ce qui explique peut-être le nombre d'années passées au sein de l'établissement. À sa sortie du conservatoire, il reste proche du cercle Ysaÿe et participe à de nombreux concerts organisés par son ancien professeur, qui l'apprécie beaucoup. Il joue dans l'orchestre des Concerts Ysaÿe et forme en décembre 1896 le Quatuor Dubois (avec Stanley Moses au second violon, Alfred Gietzen à l'alto et Émile Doehaerd au violoncelle). Il participe au Quatuor Zimmer reformé en 1899, avec Nestor Lejeune et Émile Doehaerd. L'élève d'Ysaÿe transmet aussi son savoir lors de cours : il est assistant, comme Marguerite Dongrie, de son ancien professeur au conservatoire. Il donne une conférence à Molenbeek sur Jean-Sébastien Bach, dans le cadre de l'Université populaire de Molenbeek.
Dubois est aussi chef d'orchestre. Il dirige l’orchestre de La Monnaie pour certains concerts (au Waux-Hall notamment), en alternance avec Sylvain Dupuis, et se retrouve à la tête de l’opéra d’Anvers en 1908. Il dirige également les chœurs de la Monnaie pour la saison 1908-1909. On apprend qu'il crée des contacts en Allemagne et en Suisse et qu'il fonde une revue musicale, La musique internationale, avec René H. Feibelman, qui sera rédigée en France et en Allemagne.
Avant guerre, il dirige l'orchestre du Boston Opera House, lorsque Ysaÿe vient jouer à Boston le 15 décembre 1912. Comme d'autres musiciens, Dubois quitte la Belgique pour l'Angleterre au début de la guerre. Le 1er mars 1915, il dirige l'orchestre du Queen's Hall de Londres, avec son professeur Ysaÿe en soliste, accompagné d'Édouard Deru.
Au mois d'octobre 1916, Dubois rejoint Calcutta, ayant été nommé professeur de violon du conservatoire de la ville par Charlotte Frances Guest, l'épouse de Frederic Thesiger, nouveau vice-roi des Indes. Durant son séjour, il semble faire connaissance avec Rabindranath Tagore. Il débarque à Londres en mai 1919 pour rentrer en Belgique. Il se réinstalle au 142 rue Américaine à Ixelles, adresse où il demeurait déjà avant-guerre.
En 1931, il fait partie des premiers violons de l'Orchestre symphonique de Bruxelles dirigé par Désiré Defauw, aux côtés du fils de son maître, Gabriel Ysaÿe, mais aussi de Léon Guller et d'Amanda Webb, future épouse d'Arthur Grumiaux. 
En 1939, il donne une conférence intitulée "Le violon, le roi des instruments" au Cercle d'études d'Uccle.

### August Duesberg
Cet élève d'Ysaÿe, allemand d'origine, mène une carrière essentiellement viennoise. Il fonde en 1890, le « Erste Wiener Volksquartett für classische Musik » dans le but de promouvoir la musique populaire. En 1891, Duesberg fait partie d'un autre quatuor créé par J. Gutmann. On y précise qu'il est élève d'Ysaÿe et d'Auguste Wilhelmy. Comme beaucoup de musiciens viennois, il donne cours, à la Musikschule Jutta Pawel. Sa rencontre avec la pianiste Nathalie Javurek va être déterminante dans sa vie car non seulement ils vont se marier, mais ils vont développer un répertoire commun. Dès 1896, « Frau Duesberg-Javurek »accompagne très souvent le violoniste mais aussi le quatuor qu'il a formé. En janvier 1897, la presse allemande relate le 14e concert du quatuor avec comme pianiste la femme de Duesberg. En 1897, le Quatuor Duesberg est composé de Philomena Kurz, Anna v. Baumgarten, et Anton Barthlmé. En 1906, le couple va jouer à Darmstadt. Leur fille, Nora, est musicienne. Les journaux la mentionne déjà lorsqu'elle a 10 ans, dans le cadre de concerts qu'elle donne en tant que pianiste. Mais c'est en tant que violoniste que Nora, accompagnée de sa mère, jouent en duo aux États-Unis, en 1911. Elle donne des récitals de violon dans lesquels elle utilise une sourdine, dispositif inventé par son père. August Duesberg décède à Vienne, le 12 novembre 1922.

### Édouard Favre
Édouard Favre n'obtient pas de prix au Conservatoire de Bruxelles. Au sujet de son enfance, on découvre qu'il était ami avec Ernest Bloch : 

« Pour perfectionner les études musicales de leur fils, les parents d'Ernest Bloch décident de le confier en 1892 à Louis Rey, un des meilleurs violonistes de Genève, qui enseigne à l'Académie de Musique. Dans cette institution, il se fait de nouveaux amis, en particulier Robert Haas et Edouard Favre. »

Il quitte donc le Conservatoire Royal de Bruxelles en 1895 et retourne dans son pays natal : la Suisse. En 1904, on apprend dans la presse suisse que « le violoniste Edouard Favre (1872-1946) et l'organiste et chef d'orchestre belge Charles Delgouffre (né en 1860) font part au politicien de leur souhait de créer un Conservatoire ». Favre est donc le créateur du conservatoire de Fribourg qui ouvre ses portes en 1904. Mais il continue sa carrière de violoniste car il fait partie de la première formation du Quatuor Schörg. En 1907, il quitte son poste à Fribourg et rejoint Vienne. Il reviendra en Suisse à la fin de sa vie, car à partir de 1936, Favre dirige un orchestre amateur, basé à Lausanne : l'Odéon romand. Le programme consiste en des œuvres du répertoire classique et romantique facilement accessibles. Il est aussi membre de la Société de Gymnastique Rythmique Jaques-Dalcroze.

### Alfredo Fernandez
Durant ses études à Bruxelles, Fernandez est actif dans le cercle Ysaÿe. En 1896, par exemple, il participe à une séance de musique de chambre avec Deru, Dubois, Moses, Chiaffitelli et Rousselle. On trouve peu d'informations sur la suite de sa carrière excepté le fait qu'il est le professeur d'Albert Sammons, alors enfant. Et on peut émettre l'hypothèse qu'il soit parti en Équateur, dans la ville de Quito, où un certain Alfredo Fernandez donne cours de violon à l'époque qui nous concerne. Mais cela reste une piste à confirmer.

### Julio Francés
Julio Francés commence son apprentissage du violon à Madrid, auprès de M. Monasterio. Puis il décide d'aller étudier à l'étranger, avec Eugène Ysaÿe. Après son 1er prix obtenu en 1891, Julio Francés poursuit sa carrière de violoniste à Paris. Il se produit tout de même en Belgique car il fait partie des premiers violons de l'orchestre des Concerts Populaires de Dupont. À Paris, il joue, entre autres, avec le violoncelliste Sarmiento et le pianiste Velasco, et fait partie de la société espagnole de quatuor établie à Paris. Lorsqu'il retourne à Madrid, il dirige l'orchestre de l'opéra du Théâtre Royal de la capitale espagnole. Sa carrière est aussi suivie en Belgique car on le mentionne à plusieurs reprises. Par exemple : 

« Une société de musique de chambre dirigée par un excellent violoniste, M. Julio Francès, obtient en ce moment de grands succès à Madrid, où elle donne ses séances dans la salle du théâtre de la Comédie. Cette société, qui en est seulement à sa seconde saison, a déjà fait entendre non seulement de nombreuses œuvres classiques, mais aussi des compositions d'auteurs espagnols actuels, entre autres des quatuors de MM. Ruperto Chapi, le fameux zarzueliste, Thomas Breton… »

Francés est aussi connu grâce au Quatuor Francés, actif entre 1905 et 1910, où l'altiste est Del Campo, fondateur du quatuor aussi connu qui porte son nom. Francés est également compositeur et enseignant : il est nommé professeur d'alto au conservatoire de Madrid, en 1934, à la veille de la guerre civile espagnole.

### Francine Gillieaux
Cette élève belge d'Ysaÿe est renommée pour sa pratique vocale. Elle n'obtient d'ailleurs pas de prix de violon car ne reste que six mois dans la classe. Francine Gillieaux apparaît plus souvent sous le pseudonyme de « Gherlsen ». Elle participe aux concerts des XX, où ses interprétations des mélodies sont très appréciées : 

« Francine Gillieaux était la plus sûre des musiciennes. C'est elle, au même concert, qui révéla Dansons la Gigue! de Bordes, dans toute son intensité dramatique (la Presse parla surtout d'« amusant cachet populaire...») et elle ne redouta point la périlleuse Chanson d'Ariel, sans accompagnement, dans la Tempête de Chausson, musique de scène pour l'adaptation de cette pièce au théâtre des marionnettes. »

Elle est aussi appréciée de deux compositeurs : Guillaume Lekeu, dont ses talents de cantatrice l'impressionnent lors du Salon des XX, mais aussi Vincent d'Indy, comme en témoignent les lettres échangées entre la cantatrice et le compositeur : 
« Dans la lettre du 5 novembre 1892, Vincent d'Indy montre son désir de l'avoir comme interprète : « Seulement, n'en parlez à qui que ce soit, je vous prie, Lamoureux m'ayant demandé le secret le plus absolu. » Il est question dans les autres lettres de rendez-vous, projets, rencontres. La lettre télégramme du 9 janvier 1893 est particulièrement éloquente : « J'étais trop émotionné à la fin du concert pour avoir pu vous l'exprimer comme je le pense. Vous avez été vraiment superbe et, du reste, il n'y a eu qu'une voix dans le public et parmi nos amis pour rendre justice à votre charmante voix (nullement altérée par le rhum, quoique vous en disiez) et à votre intelligence de musicienne accomplie — Lamoureux a été tout à fait content de vous et, après le Concert, il a dit à Chabrier qu'il ne pouvait pas désirer mieux pour chanter Gwendoline (qu'il va monter après la Cloche) ».

### Nicolas Laoureux
Issu d'une famille modeste de Dolhain-Limbourg, Nicolas Laoureux commence son parcours musical comme timbalier au théâtre de Verviers,. Vers l'âge de quinze ans, il se prend d'intérêt pour le violon et entre à l'École de musique de Verviers où il étudie avec Alphonse Voncken et Louis Kéfer.
En septembre 1882, il rentre à la fois à l'orchestre de La Monnaie et au Conservatoire Royal de Bruxelles, dans la classe Jenő Hubay. Malgré un tempérament maladif, conséquence d'une pneumonie contractée enfant, il sort en juin 1886 muni de son 1er prix. À l'annonce de l'ouverture d'une classe par Eugène Ysaÿe, il se réinscrit mais ne peut malheureusement suivre les cours plus de quelques mois, trop épuisé par son activité de concertiste. Il trouvera le moyen de suivre périodiquement les cours d'Ysaÿe en privé et deviendra l'ami du violoniste.
En plus de son engagement à La Monnaie, où il sera concertmeister pendant cinq ans, Laoureux se produit dans de nombreux concerts de chambre et d'orchestre à Bruxelles, notamment au Conservatoire avec la Société des instruments à vent ou dans l'orchestre du Waux-Hall dont il est membre du conseil administratif en 1893. De 1898 à 1900, il est également second violon dans le Quatuor Thomson fondé par César Thomson avec Léon Van Hout et Édouard Jacobs. Comme chambriste, il se produit régulièrement avec Palmyre Buyst, son fils Maurice Laoureux et Émile Bosquet.
À la fin des années 1900, Laoureux entame l'écriture de sa Méthode pratique du violon (1907–1913) en six volumes qui deviendra un classique du genre, chaudement recommandé par Eugène Ysaÿe lui-même.
L'arrivée de la Première Guerre Mondiale le pousse à fuir en Grande-Bretagne avec son fils. Il y reste pendant toute la durée du conflit, poursuivant ses activités de concertiste dans son pays d'adoption. La guerre terminée, il rentre à Bruxelles et se détourne progressivement de sa carrière musicale, arrêtant définitivement à l'âge de 67 ans. Il décède en 1946 à 83 ans.

### Ernestine MacCormac
Née le 16 juillet 1877 à Whitehouse (qui fait partie du grand Belfast), Marie (May) Ernestine (Lucie) MacCormac grandit dans une famille de notables locaux versés dans la médecine. Son père, John MacCormac, est le fils du médecin Henry MacCormac (en) et le frère du chirurgien Sir William MacCormac (en) ; tandis que son frère Henry MacCormac (en) devient un dermatologue renommé.
Elle apprend d'abord le violon à Manchester avec le violoniste allemand Willy Hess puis avec le Français Émile Sauret, peut-être à Londres où il est professeur. En octobre 1897, elle entre au Conservatoire Royal de Bruxelles dans la classe d'Ysaÿe, qui est alors en tournée aux États-Unis et se fait remplacer par Alfred Marchot. À la suite du départ d'Ysaÿe en 1897, elle intègre la nouvelle classe de César Thomson dont elle sort en juin 1899, munie d'un 1er prix avec la plus grande distinction.
Après ses études, elle rentre au Royaume-Uni où elle entame une carrière typique, écumant les petites salles et les concerts privés à Londres, Belfast et en province. Jouissant d'un certain succès, elle se produit aux côtés de quelques grands artistes tels Nellie Melba, Émile Bosquet, Natalia Janotha ou la Princesse Te Rangi Pai (en).
Parallèlement, Ernestine MacCormac développe un intérêt pour la musique folklorique irlandaise au contact de la folkloriste Charlotte Milligan-Fox. Elle se produit dans différents groupes folkloristes du pays dont la Gaelic League (Londres), la Irish Literary Society (Londres) ou le Feis Ceoil (Dublin). En 1904, elle fait même partie du tout premier comité de la Irish Folk Song Society fondé par Charlotte Milligan-Fox pour « collecter et publier les airs et balades de la race irlandaise ».
En 1906, son père décède, laissant deux filles non mariées. Quelques mois plus tard, Ernestine épouse le brigadier Alec Burrowes dont elle a quatre enfants : Lucie Burrowes (1908), Terence Burrowes (1909), Honor Burrowes (1913) et Alexander Burrowes (1919). Le mariage d'Ernestine MacCormac marque l'arrêt de sa carrière de violoniste, qu'elle ne reprendra pas après son divorce en 1922.
Elle est décédée à North Hall, East Chiltington, Lewes (Sussex) le 27 novembre 1952.

### Pietro Marino
Issu d'une famille napolitaine pauvre qui émigre dans sa plus tendre enfance à San Francisco, il montre très tôt un penchant et de bonnes dispositions pour la musique, en particulier le violon. Après avoir réalisé son cursus académique à San Francisco, il parvient, « avec mille sacrifices » , à entrer dans la classe d'Eugène Ysaÿe, dont il sort deux ans plus tard avec un premier prix, à l'âge de 19 ans.
Il commence alors très vite une fructueuse carrière de concertiste, qui le mènera principalement en Italie et à San Francisco, et lui permettra de côtoyer d'importants chefs d'orchestre : il sera premier violon sous la direction de Mascagni, puis sous celle de Walter Rothwell, Alfred Feith et Cornelius Depper.
De plus, sera engagé par Henry W. Savage pour jouer lors de la première représentation américaine de Madame Butterfly de Giacomo Puccini - qu'il connaîtrait selon ses dires personnellement — à Washington le 15 octobre 1906.
La presse est très élogieuse à son égard, le qualifiant par exemple de « futur grand violoniste après Ysaÿe ».
Anecdote : deux revues américaines, The Anaconda Standard et The Atlanta Constitution, relatent en 1906 le récit suivant : Ysaÿe, après un concert à Rome, aurait plaidé la cause de son jeune élève en difficulté financière à la reine Marguerite d'Italie, en le qualifiant de son « meilleur élève » et de « l'enfant le plus doué depuis Mozart ». Cette dernière se serait laissée séduire et l'aurait alors pris sous sa protection, lui permettant de finir ses études en lui payant notamment un violon de qualité,.

### Stanley Moses
Né à Windsor (New South Wales), Il commence ses études musicales avec sa sœur, pianiste et violoniste, avant de suivre des cours avec Horace Poussard (1828-1898), ancien premier prix du Conservatoire de Paris et maître réputé à Sydney. C'est ce dernier qui lui conseille d'aller se perfectionner dans un Conservatoire d'Europe, et lui suggère l'école belge de violon. Avant de partir pour Bruxelles, il donne quelques concerts en Australie,.
Il est admis au cours d'Ysaÿe le 23 septembre 1893. L'année de son départ correspond à celle de la démission du maître: il sort en septembre 1897, après avoir remporté le 1er prix « avec la plus grande distinction ». Il affirme vite sa valeur et quand Ysaÿe part pour sa seconde tournée en Amérique (novembre 1897-juillet 1898), il assure l'intérim.
Il commence sa fructueuse carrière de concertiste peu avant sa sortie de l'établissement. En Belgique, il joue notamment au sein du Quatuor Dubois (Anthony Dubois au premier violon, Stanley Moses au second, A. Gietzen à l'alto, et Émile Doehaerd au violoncelle), qui avait la volonté de « faire entendre des œuvres modernes et peu ou pas connues », avec le pianiste Émile Bosquet (nl) et avec le compositeur et chef d'orchestre François Rasse (qui dirige notamment l'orchestre des Concerts Ysaÿe),.
À partir de 1898, il joue beaucoup à Paris, où il participe à des concerts de la Société Nationale avec l'orchestre des Concerts Colonne, donne des concerts à la Salle Pleyel avec Émile Bosquet, présente pour la première fois en France le Concertstück de François Rasse sous sa direction le 17 mars 1898, et, surtout, devient le deuxième violon du Quatuor Thibaud, avec lequel il créera le 1er Quatuor à cordes de Saint-Saëns.

### Montagu Nathan
Il a fait ses études à Birmingham avant d'entrer au Conservatoire Royal de Bruxelles (25 septembre 1895–septembre 1897), puis au Conservatoire Hoch à Francfort, et d'enfin suivre des leçons privées avec August Wilhelmj à Londres. Entre 1900 et 1905, il fait souvent des apparitions aux Concerts de Musique de Chambre de l'Université de Belfast. À partir de 1900, il rédige aussi des méthodes de violon, et aux environs de 1907, il devient professeur de violon à Leeds, où il se produit régulièrement en concert et officie comme critique musical au Yorkshire Observer.
Il possède un temps un Quatuor, constitué de lui-même au premier violon, H.E. Dunford au second violon, Edgar Drake à l'alto, et de Deszo Kordy au violoncelle.
En complément de sa carrière de violoniste, il est compositeur, pédagogue, auteur et critique musical. Son sujet de prédilection est la musique russe: il apprend la langue, organise en 1913 et 1914 « des concerts pionniers » au Hall Steinway à Londres, afin d'ouvrir le public anglais à ces musiques méconnues, et consacre de nombreux ouvrages et articles aux compositeurs russes majeurs et à l'histoire de la musique du pays.
À la mort d'Ysaÿe, il rédige un article à sa mémoire, « Eugène Ysaÿe: Some Personal Reminiscences », aux pages 593–595 du The Musical Times, vol. 72, no 1061 du 1er juillet 1931.

### Juliette Painparé
Juliette Painparé est issue d'une famille anversoise dont les membres montrent des aptitudes musicales rares, souvent comparée aux familles des Couperin ou des Bach :
- Jules Painparé : Père. Inspecteur des musiques de l'armée[149] et directeur de la Maison C. Painparé et Cie[150].
- Marie-Émilie Pellaerts : Mère. Pianiste et professeure à Anvers[151]. Fondatrice de l'Institut Musical Painparé[152].
- Hubert Painparé : Oncle. Professeur, organiste[153], écrivain[154].
- Céleste Painparé : Sœur. pianiste virtuose et professeure[155].
- Émile Painparé : Frère. violoncelliste, compositeur, journaliste et professeur[156].

Elle commence sa formation musicale dans l'Institut Musical Painparé d'Anvers, auprès de Mathieu Crickboom pour la poursuivre au Conservatoire royal de Bruxelles de 1895 à 1898. Elle poursuit sa carrière en tant que violoniste dans un premier temps, accompagnant son mari, Carlo Matton, et son frère. Elle devient ensuite professeure à l'Institut Musical Painparé et commence une carrière de cantatrice dès 1913.
Lors de la Première Guerre mondiale, Juliette va émigrer en Angleterre, où elle va organiser, toujours avec son mari, des concerts caritatifs. Elle va avoir une carrière assez riche par la suite, étant engagée à l'Opera House de Londres, et se produisant régulièrement à la BBC.
Elle décède en 1951 dans le Surrey.

### François Rasse
François Rasse est formé auprès d'Eugène Ysaÿe au Conservatoire royal de Bruxelles de 1893 à 1896, après quoi il va poursuivre une carrière très riche. En 1897, grâce son œuvre Concertstück (trio pour piano, violon et violoncelle dédié à Ysaÿe), il obtient le premier 2d Prix de Rome et le 1er Prix pour le concours spécial de musique de chambre de l'Académie de Belgique. En plus de nombreux concerts et associations (comme avec le pianiste suisse Bertrand Roth (de)), il va enchaîner des postes prestigieux :
Rasse va diriger les Concerts Ysaÿe ; être nommé 2d chef d’orchestre du Théâtre royal de la Monnaie dès 1902 ; être nommé directeur des concerts symphoniques du Casino de Spa de 1904 à 1906 ; être nommé 1er chef d’orchestre au Théâtre de la Monnaie, aux côtés de Sylvain Dupuis, dès 1905 (il restera dans l’institution jusqu’en 1911) ; donner des cours d’harmonie théorique par intérim au Conservatoire de Bruxelles en 1906 ; être nommé chef d’orchestre au Capitole de Toulouse de 1907 à 1908 ; être nommé 1er chef d’orchestre du théâtre hollandais, le Noord Nederlausche Opera en 1908 ; être nommé directeur de l’école de musique Saint-Josse-ten-noode-Schaerbeek en 1910 (poste qu’il garde jusqu’en 1925), succédant à Gustave Huberti ; être nommé professeur de lecture musicale et transposition au Conservatoire de Bruxelles en 1910 ; être nommé directeur de la musique et 1er chef d’orchestre au Kursaal d’Ostende en 1922 (il y reste jusqu’en 1932) ; être nommé directeur du Conservatoire de Liège en 1925 (il reste en fonction jusqu’en 1938) ; être critique musical pour le journal Le Soir de 1919 à 1925 et être élu membre de l’Académie Royale de Belgique en 1933.
Rasse a également obtenu une série de récompenses au cours de cette carrière : outre ses Prix de Rome et de l'Académie, il a reçu la 1re médaille du Comité du Salon des musiciens français en 1924 et lui a été donné les titres de Grand Officier de l’Ordre de Léopold, Grand Officier de l’Ordre de la Couronne et Chevalier de la Légion d’Honneur.
Il décède le 4 janvier 1955 à Ixelles, laissant une multitude d’œuvres au patrimoine belge.

### Irma Sèthe
Irma Sèthe est née le 27 avril 1876 à Bruxelles,. Elle est la fille de Gérard Sèthe, entrepreneur textile bruxellois qui possédait une usine de feutre dans les années 1870, et de Louise Frédérique Seyberth-Sèthe, tous deux issus de familles rhénanes. Elle a deux sœurs aînées, Alice, qui épousera le sculpteur belge Paul Dubois, et Maria, qui deviendra la femme de l'architecte belge Henry Van de Velde. Louise Frédérique Sèthe initie sa fille au monde musical, avant que celle-ci ne soit formée, dès ses cinq ans, par Ottomar Jokisch. La jeune Irma Sèthe poursuit également son apprentissage au violon auprès d'August Wilhelmij durant l'été de ses neuf ans.
Le 23 septembre 1890, Irma Sèthe est admise au Conservatoire Royal de Bruxelles, où elle suit des cours de violon auprès d'Eugène Ysaÿe, mais également les cours d'harmonie de Gustave Huberti et le cours d'ensemble instrumental. Neuf mois seulement après son entrée au Conservatoire, début juillet 1891, Irma se voit décerner le premier prix en violon à l'âge de 15 ans. Si le registre des matricules des élèves signale sa sortie du Conservatoire en septembre 1891, il semble qu'elle soit restée plus longtemps au sein de l'institution, aidant certains élèves d'Ysaÿe dans leur apprentissage jusqu'en 1894.
Avant même d'obtenir son prix, elle est présentée au public londonien du Saint James's Hall par Ysaÿe le 6 mai 1891. Ce dernier, tombé amoureux de son élève, en fait sa maîtresse en 1893, la relation prenant fin avec le départ du violoniste pour sa première tournée américaine en novembre 1894. Avant la rupture, il compose pour elle son Poème concertant, tandis que Théo Van Rysselberghe la peint cette même année 1894 (Portrait d'Irma Sèthe). 
Dès 1898, elle est installée à Berlin avec son mari, Samuel Saenger, et joue au sein de l'Orchestre philharmonique de Berlin. Elle deviendra également professeur à la Hochschule de Berlin.
En 1907, elle crée, avec Otto Urack et Walther Lampe, le Berliner Kammerspiel-Trio.
Durant la période 1894 à 1911, elle collabore avec de nombreux artistes: Marguerite Swale, Gustav Ernest, Alfred Reisenauer, Paul Ludwig, George Henschel, Henry Bird, Eleanor King, Louis Hillier, Waldemar Lütschg et Erna Klein.
Elle interrompt sa carrière dans les années 1910, sans raison apparente.
Elle fuit l'Europe pour les États-Unis avec son mari d'origine juive, Samuel Saenger (1864-1944), prenant le bateau à Lisbonne pour atteindre New York le 26 mars 1941. Le couple y rejoint leur fille puînée Magdalene .
Elle décède le 12 mai 1958 à New York.

### Franz Schörg
Franz Schörg (sv) naît à Munich le 15 novembre 1871. Il est admis au Conservatoire Royal de Bruxelles le 1er octobre 1891 et y suit le cours de violon d'Eugène Ysaÿe, ainsi que les cours de contrepoint de M. Kufferath et d'ensemble instrumental. Il obtient son premier prix en violon avec distinction en juillet 1892 et quitte le Conservatoire en septembre de la même année,.
Après sa sortie du Conservatoire, il part vivre six ans de « voyages artistiques » en Allemagne et en Suisse. Il forme un Quatuor avec Édouard Favre, Eugène Raymond et Jacques Gaillard en 1896 à Genève. À Bruxelles en 1897, la formation change et comprend, outre lui, Hans Daucher au second violon, Paul Miry à l'alto et Jacques Gaillard au violoncelle. Sous cette forme, le Quatuor Schörg se présente pour la première fois au public le 19 novembre de cette année à Bruxelles, à la salle Ravenstein, dans le Quatuor à cordes de César Franck et le Quatuor en la de Schumann.
Franz Schörg se produit énormément à Bruxelles avec son Quatuor et collabore notamment avec Céleste Painparé, Florence Nightingale, Alice Dupouy, Jean Ten Have, François Rasse et Émile Bosquet.
Le Quatuor Schörg change de violoncelliste au moins en 1913 : le Belge Émile Doehaerd (1876-1960).
À la suite de cela, il reforme un nouveau quatuor avec lequel il se représentera en Suède jusqu'en mars 1923.
Il décède le 5 avril 1923 à Wurtzbourg.

### Jean Ten Have
Jean Ten Have naît le 24 juin 1873 à Lyon. Son père était un violoniste hollandais. Il est admis au Conservatoire entre le 11 et le 12 octobre 1892. Il suit la classe de violon d'Eugène Ysaÿe et remporte dans celle-ci le Premier Prix avec la plus grande distinction en 1894 avec Adagio et Finale de la Fantaisie écossaise de Max Bruch; il suit également le cours d'harmonie de M. Huberti et le cours d'ensemble instrumental,,. Il quitte le Conservatoire en septembre 1894. En 1895, alors qu'Ysaÿe est en tournée, il assure l'intérim de ses cours. Le 26 janvier 1896, il joue au cours du second des Concerts Ysaÿe au Cirque Royal à Bruxelles. Durant la seconde moitié de cette décennie, il fait partie de l’Orchestre des Concerts Ysaÿe.
Il se produit principalement à Bruxelles mais joue occasionnellement au Royaume-Uni et en Allemagne.
On ignore à quel moment il met au point et orchestre, avec François Rasse, le Poème concertant d'Ysaÿe,.
Il habite à Paris après ses études, ville qu'il quitte en août 1916 pour les États-Unis, où il devient professeur au Cincinnati Conservatory of Music.
Il décède le 25 août 1952 à Saranac, dans l’état de New York.

### Henri Thiébaut
Henri Thiébaut naît à Schaerbeek le 4 février 1865,. Son père est le peintre Édouard Thiébaut. Il est admis le 11 septembre 1884 au Conservatoire où il suit le cours de violon de Colyns, Vessière et Alonso. Il suit les cours d'Eugène Ysaÿe à partir du 22 octobre 1887, ainsi que ceux de solfège (professeur Sangler) dès 1886, ayant un second prix cette même année. Il suit le cours d'ensemble vocal, puis instrumental, et est admis à fréquenter la classe d’harmonie théorique de Jehin en septembre 1886, pour laquelle il obtient un 2e accessit en 1888. Il suit également la classe d’harmonie écrite de Gustave Huberti et de J. Dupont, dès le 5 septembre 1888, pour laquelle il obtient le 2e prix avec distinction en 1890, le rappel avec distinction du 2e prix en 1891 et le 1er prix avec distinction en 1892. Enfin, il est admis à fréquenter la classe de contrepoint de M. Kufferath, le 20 septembre 1892. Il quitte le Conservatoire en 1893. Ce parcours est cependant incertain, les informations fournies par les archives du Conservatoire se montrant contradictoires,,,,.
Il se parfait ensuite en écriture avec Jan Blockx.
Il est compositeur, mais aussi chroniqueur musical pour la presse, notamment La Libre Critique, et répétiteur en harmonie au Conservatoire jusqu’à la fin du siècle.
En 1894, il fonde un chœur féminin, le Chœur des Dames Art-Charité, et organise des cours de musique pour dames.
En 1896, il crée une « École de Musique et de déclamation », renommée en 1907 « Institut des Hautes Études Musicales et Dramatiques », pour s'appeler finalement « École royale Henri Thiébaut ». Le système d'enseignement donné y est novateur, car il allie aux cours de musique des cours de culture générale. Il s'intéresse aussi à la méthode rythmique du Suisse Émile Jacques-Dalcroze et l'introduit le premier en Belgique en l'insérant dans son programme d'enseignement.
Il organise fréquemment des concerts pour les malades de l'hôpital militaire au début des années 1930.
Concernant sa musique, il est renommé pour ses pièces lyriques, dont la Passion du Christ, Le Juré, Polyphène, et sa musique pour le Bourgeois Gentilhomme. Ses pièces sont aujourd'hui tombées dans l'oubli.
Il décède à Uccle le 12 septembre 1959.

### Henri Verbrugghen
Henri Verbrugghen, né à Schaerbeek le premier août 1873, est admis au Conservatoire Royal de Bruxelles en 1886; il suit d'abord les cours de Hubay puis d'Ysaÿe, auprès de qui il obtient son premier prix en 1889. 
Eugène Ysaÿe, l’ayant pris sous son aile, l’emmènera en tournée et lui présentera Daniel Mayer, qui découvrira par la même occasion le quatuor Verbrugghen, fondé par celui-ci. Il s’installe en Écosse au début du XXe siècle et joue régulièrement à Edimbourg en 1902 avec cette formation. Alors qu’il se produit régulièrement à Londres, il sera nommé professeur en chef du conservatoire de Glasgow en 1912. C’est à Edimbourg qu’il commence à s’investir davantage dans la direction d’orchestre. Après quelques retours en Belgique pour des prestations à la Monnaie notamment, il fait office de chef d’orchestre pour le « Beethoven Festival » à Londres.
En 1914, il est nommé nouveau directeur du Sydney Conservatorium of Music (en) de Sydney, ce qui lui permet de s’éloigner de l’Europe et de la guerre. Il est le lauréat d’une candidature ayant rassemblé près de 150 candidats et qui le met à la tête du premier conservatoire subventionné sur le sol anglophone.
Il participe à la normalisation en Australie de l’accord tel que pratiqué en Europe, un demi-ton plus grave. Déjà à l’époque, il est attiré par les États-Unis s’y rendant en 1918 pour un concert et quelques interviews. Ne rechignant pas à se mêler au monde politique, il obtient en 1920 un subside de l’état australien pour former un nouvel orchestre attaché à son institution. Il ne sera cependant plus pour très longtemps en Australie, puisque dès 1922, après avoir dirigé plusieurs fois aux États-Unis le Minneapolis Orchestra en tant qu’invité, il s’engage sur le long terme à la direction de cet orchestre américain pour un premier contrat de trois ans. Le New South Wales Orchestra, fondé deux ans plus tôt à Sydney, est, quant à lui, déjà dissout.
Cette nouvelle carrière l’emmène régulièrement à travers les États-Unis lors des annuelles tournées de printemps et d’hiver du Minneapolis Orchestra bien qu’il rate la moitié de sa première tournée pour raisons de santé. Son épouse viendra chanter avec le Minneapolis Orchestra en tant que mezzo-soprano durant l’hiver 1924, puis en 1925 il se produit pour la première fois au Canada.
Élu maire honoraire de Pequot, Minnesota, en 1926, il dirigera pour la première fois un autre orchestre américain que le Minneapolis, en étant invité à diriger l’orchestre de Chicago pour un concours d’étudiants solistes. Grâce à son influence, le Minneapolis recevra, à partir de 1927, des fonds supplémentaires pour continuer son activité durant plusieurs années, avec renouvellement de contrat à la clé pour Verbrugghen. Le Quatuor Verbrugghen, qui était venu de nombreuses fois se produire Outre-Atlantique, est finalement dissout le 14 avril 1927.
Après la direction d’un concert exceptionnel au Hollywood Bowl, le Minneapolis Orchestra et Verbrugghen se produiront pour la première fois à Cuba en 1928. Durant les années qui suivent, il a l’occasion de recevoir comme soliste invité le célèbre pianiste Horowitz et de diriger une série de pièces jazz en 1931 à Minneapolis. Il tombe malheureusement malade à la fin de l’année et ne reprendra jamais vraiment ses fonctions.
De retour en Belgique, il est rédacteur d’articles dans le Musical America durant l’année qui suit. Il revient ensuite aux États-Unis où il hérite de la chaire de musique au Carleton College dans le Minnesota.
Il décède le 12 novembre 1934 à Northfield (Minnesota) et un concert hommage du Minneapolis Orchestra lui est consacré.

### Edward Verheyden
Né à Anvers le 8 octobre 1878, il fera des études tout d’abord à la Vlaamse Muziekschool d’Anvers puis sera admis au Conservatoire Royal de Bruxelles le 12 octobre 1896. Il obtient un deuxième prix de violon avec distinction en 1897, suivi d’un premier prix en 1898.
Sa carrière sera principalement attachée à Anvers. Il est avant tout compositeur et certains de ses Lieder sont joués à Anvers au printemps 1904. Dès 1906, il devient professeur au Conservatoire d’Anvers et se tourne de plus en plus vers la pédagogie. Son épouse chantera lors d’une audition de ses compositions le 14 février 1911, à Anvers toujours. Il a participé à la fondation de la société d’auteurs NAVEA, ancêtre de la SABAM, en 1922.
Il est décrit comme un post-romantique pourvu de lyrisme.

### Henri Wagemans
Né à Schaerbeek, le 4 décembre 1880, il est admis au Conservatoire Royal de Bruxelles le 10 octobre 1897. Il suivra les cours de violon d’Ysaÿe puis de Thomson. Il est radié (puis rapidement réintégré) à la suite d'une irrégularité et décroche un premier prix de violon en 1899. 
Réputé pour sa virtuosité, il fera avant tout carrière en tant que musicien soliste. En 1902, il travaille en tant que musicien pour le casino de Monte-Carlo. En 1919, il s’attache à la cour princière de Monaco - l’essentiel de son activité a lieu dans cette région méridionale de la France (à Cannes notamment). 
En 1930, il fonde son propre quatuor (avec Van Hout, Pitch et Scharrès) et donne, la même année, un concert avec Charles Scharrès. Il est professeur de violon au Conservatoire Royal de Bruxelles de 1936 à 1946 et meurt peu de temps après sa retraite, en 1948.

### Ferdinand Weist-Hill
Issu d'une famille musicale, Ferdinand Weist-Hill est très tôt initié à la musique par son père Thomas Henry Weist-Hill, violoniste et premier principal de la Guilhall School of Music, avant de poursuivre sa formation à la Guilhall School en 1886. Avec son frère Egerton, violoncelliste, il se fait rapidement remarquer pour son talent et en 1888, Ferdinand intègre la classe d'Ysaÿe au Conservatoire Royal de Bruxelles. Élève prometteur, il est récompensé par un 2e prix avec distinction en juin 1889 ; le règlement empêchant d'octroyer un 1er prix après moins d'un an. C'est donc en juin 1890 qu'il reçoit son 1er prix, avec la plus grande distinction.
Voulant poursuivre ses études auprès du maître, il reste au Conservatoire encore une année, sans participer au concours. Et en février 1892, après le décès de son père, la Draper's Company (en) lui octroie une bourse de 100 £ pour continuer ses études à Bruxelles, probablement en privé, pendant au moins un an. La bourse sera même renouvelée pour six mois en mai 1893.
Le 20 décembre 1893, Ferdinand Weist-Hill fait un retour remarqué à Londres en interprétant le Concerto no 4 pour violon d'Henry Vieuxtemps au concert de la Westminster Orchestral Society. À la suite du concert, il est engagé pour participer à la tournée d'adieu de la cantatrice Marie Rôze, ce qui le fait connaître aux quatre coins du pays. Il se lance alors dans une carrière de chambriste typique, alternant entre les circuits officiels de Londres et les concerts privés de province.
De 1896 à 1897 – après un bref passage dans l'orchestre du Casino de Monte-Carlo – il s'attache au Queen's Hall de Londres où il se produit comme soliste dans les Sunday Afternoon Concerts d'Alberto Randegger, et comme second violon du Queen's Hall Quartet fondé par Enrique Fernández Arbós avec Alfred Hobday (en) et W. H. Squire. De 1899 à 1902, il est membre du Herbert Sharpe Trio avec le pianiste Herbert Sharpe (en) et le violoncelliste Tennyson Werg. Et de 1906 à 1908, il est premier violon d'un "London String Quartet" composé d'Ernest Yonge (alto), T. Egerton Weist-Hill (violoncelle) et Claude Hobday (en) (contrebasse).
Entre les concerts de musique de chambre, Ferdinand Weist-Hill joue régulièrement en orchestre. Durant l'hiver 1899-1900, il est premier violon du Ivan Caryll Orchestra. En 1901 et 1902, il dirige les représentations de Sweet Nell of Old Drury dont la musique de scène est composée par son ami Raymond Rôze. De 1901 à 1909, il est premier violon pour l'orchestre de la New Richmond Philharmonic Society. Enfin, de 1908 à 1910 il est régulièrement premier violon dans l'orchestre des Oratorios de l'Église St. Matthew de Brixton.
De 1910 à 1931, Ferdinand Weist-Hill disparaît du monde musical. Il réapparait en juin 1931, dans une diffusion radiophonique de la B.B.C.. À partir de mars 1932, il est premier violon successivement dans les sections D, E et C de l'orchestre de la B.B.C., et ce jusqu'au 13 janvier 1936, date de sa dernière apparition.

### Albert Zimmer
Né à Liège le 5 janvier 1874 dans une famille d’horlogers, Albert Zimmer évoluera tout d’abord au Conservatoire de Liège, puis est admis au Conservatoire Royal de Bruxelles le 24 octobre 1893. 
En 1898, il donne un concert à Londres, au Crystal Palace, en tant que soliste. Il se produit ensuite très régulièrement avec la formation qu'il fonde, le Quatuor Zimmer, non seulement à Bruxelles, à la Maison d'Art, mais aussi à Anvers et à Liège. Il renonce, au début de sa carrière, à partir aux États-Unis, pour rester auprès d’Eugène Ysaÿe avec qui il joue en tant que second violon.
Il entame, en 1901, une collaboration avec Maurice Jaspar proposant une série de séances pédagogiques sur l’histoire de la sonate puis sur les grands compositeurs modernes. Il est ensuite, la même année, le lauréat d’un concours pour le poste de professeur de violon au Conservatoire de Gand. Il assurera également quelques intérims à la succession d’Eugène Ysaÿe pour les cours de violon au Conservatoire de Bruxelles donnant d’ailleurs régulièrement des cours au 110, Rue de la Loi.
Le Quatuor Zimmer fera plusieurs tournées en France, passant notamment par Lyon puis en 1906 à Bordeaux. En 1907, il prend la direction des activités de l’institut de "gymnastique rythmique" à Bruxelles, tandis qu'en 1908, il fonde la société Jean-Sébastien Bach, qui donnera trois concerts par an à la salle Patria, ce qui marquera son passage à la direction d’orchestre. Entre ses déplacements en France avec le Quatuor Zimmer, il organise avec la société Jean-Sébastien Bach un premier festival sur deux journées, répétant l'initiative durant la saison 1911-1912. Fin 1912, il est décoré de l’Ordre de Léopold.
Le Quatuor Zimmer rend hommage à Eugène et Théo Ysaÿe lors d’une série de concerts en octobre 1913. L’activité du quatuor est malheureusement interrompue par la première guerre mondiale ainsi que l’existence de la société Bach qui s'en trouve malheureusement écourtée.
Le Quatuor Zimmer reprendra son activité après la guerre et sera en activité jusqu'à la saison 1936-37. Zimmer abandonnera cependant sa carrière de soliste pour s’occuper davantage d’organisation de concerts et le soutien de jeunes talents. Le 11 juin 1940, Albert Zimmer décède, loin de la vie publique.

### Fonds d'archives
- Bibliothèque du Conservatoire royal de Bruxelles, Registres des examens généraux, Classe de Monsieur Ysaÿe, 1887-1898, registres manuscrits sans cote.
- Bibliothèque du Conservatoire royal de Bruxelles, Registres des matricules [registres reprenant, par numéro croissant de matricule, les élèves toutes classes confondues et apportant une série d'informations sur leur parcours au sein de l'institution], cote ARC-002, volumes 3 (1883-1887), 4 (1887-1892), 5 (1892-1897) et 6 (1898-1902), manuscrits.
- Bibliothèque du Conservatoire royal de Bruxelles, Fiches d'admission des élèves [fiches nominatives manuscrites reprenant le numéro de matricule, le lieu et la date de naissance, le domicile, la profession des parents, ainsi qu'une série d'informations sur le parcours au sein de l'institution], sans cote.

### Livres
- Michel Stockhem, Eugène Ysaÿe et la musique de chambre, Liège, Mardaga, coll. « Musique Musicologie », 1990, 270 p. (ISBN 2-87009-399-3, OCLC 857939599, lire en ligne)
- Guillaume Lekeu (Introduction, chronologie et catalogue des œuvres par Luc Verdebout), Correspondance, Liège, Mardaga, coll. « musique-musicologie », 1993, 496 p. (ISBN 2-87009-557-0, OCLC 924579916, lire en ligne)
- Marie Cornaz, À la redécouverte d'Eugène Ysaÿe, Turnhout, Brepols, 2019, 352 p.  (ISBN 978-2-503-57461-5)